# Tatjana Saphira
Tatjana Saphira Hartmann (née le 21 mai 1997 à Jakarta) est une actrice et mannequin germano-indonésienne.

## Filmographie

### Cinéma
- 2013 : Crazy Love
- 2013 : Get M4rried
- 2014 : Runaway
- 2015 : I Am Hope (film indonésien)I'm Hope
- 2015 : Negeri Van Oranje

### Télévision
- Bulan Di Atas Mentari
- Rahasia Kasih
- Stereo

### Discographie
1. Merah (2014)